# Amandine Hesse
Amandine Hesse (ur. 16 stycznia 1993 w Montauban) – francuska tenisistka.

## Kariera tenisowa
Hesse zdobyła w swojej karierze siedem tytułów singlowych i osiem deblowych w rozgrywkach ITF. 9 maja 2016 osiągnęła najwyższe w karierze – 154. miejsce w rankingu singlowym WTA Tour. W rankingu deblowym najwyżej klasyfikowana była 2 maja 2016 – na 108. miejscu.

## Wygrane turnieje rangi ITF
| turnieje z pulą nagród 100 000 $   |
| turnieje z pulą nagród 80 000 $    |
| turnieje z pulą nagród 60 000 $    |
| turnieje z pulą nagród 25/35 000 $ |
| turnieje z pulą nagród 15 000 $    |
| turnieje z pulą nagród 10 000 $    |

### Gra pojedyncza
| Nr | Data       | Turniej                    | Nawierzchnia  | Finalistka             | Wynik            |
| 1. | 16/01/2012 | Le Gosier                  | Twarda        | Pauline Payet          | 7:5, 6:1         |
| 2. | 04/11/2013 | Équeurdreville-Hainneville | Twarda (hala) | Timea Bacsinszky       | 7:6(5), 3:6, 6:4 |
| 3. | 09/12/2013 | Madryt                     | Twarda        | Eva Birnerová          | 4:6, 6:0, 6:2    |
| 4. | 25/06/2018 | Madryt                     | Ceglana       | Martina Di Giuseppe    | 7:6(3), 4:6, 7:5 |
| 5. | 20/06/2021 | Madryt                     | Twarda        | Jéssica Bouzas Maneiro | 6:4, 7:5         |
| 6. | 12/09/2021 | Saint-Palais-sur-Mer       | Ceglana       | Anna Danilina          | 6:3, 6:4         |
| 7. | 05/05/2024 | Yecla                      | Twarda        | Tamara Kostic          | 6:4, 3:6, 6:4    |